# Operação Aço
A Operação Aço (em turco:  Çelik Harekâtı) foi uma operação transfronteiriça das Forças Armadas Turcas no norte do Iraque entre 20 de março e 4 de maio de 1995 contra o Partido dos Trabalhadores do Curdistão (PKK). O objetivo da ofensiva era acabar com os ataques transfronteiriços do PKK e esmagar a insurgência. O grupo curdo não foi derrotado na operação.

## A batalha
Em 20 de março de 1995, cerca de 35.000 soldados turcos lançaram uma invasão ao norte do Iraque. O efeito do ataque foi, no entanto, relativamente limitado, apesar das altas baixas do PKK, já que a maioria das suas forças abandonaram a região antes mesmo do início da ofensiva. Eles haviam notado a escalada militar na fronteira e estavam antecipando a ofensiva. Em 25 de abril, a Turquia retirou 20.000 de seus 35.000 soldados. Em 3 de maio, depois que a delegação do Partido Democrático do Curdistão na Turquia disse que interromperia as atividades do PKK no Curdistão iraquiano, a Turquia retirou suas forças remanescentes em 4 de maio. A operação militar prejudicou as relações entre a Turquia e os Estados Unidos e a Europa, já que mais de 15.000 civis curdos iraquianos foram deslocados pelas forças turcas.

## Baixas
Mais de 35.000 soldados participaram da operação. A Turquia anunciou mortes de um total de 64 do seu pessoal: 4 oficiais comissionados, 5 suboficiais e 55 soldados. Também anunciou um número total de feridos em 185 do seu pessoal: 13 oficiais comissionados, 8 suboficiais e 164 soldados. Os turcos contabilizaram um total de 568 militantes neutralizados, com 555 mortos e 13 capturados vivos ou feridos. O PKK alegou ter matado 261 soldados e que apenas 18 de seus combatentes foram mortos durante a operação.